# Locomotive Acts
De Locomotive Acts vormden een serie parlementaire besluiten in het Verenigd Koninkrijk om het gebruik van gemotoriseerde voertuigen op wegen in het tweede deel van de 19e eeuw in goede banen te leiden. De vormgeving van die eerste wetten werd beïnvloed door een krachtige lobby van de spoorwegmaatschappijen en de wagenmakers, die tegen de opkomst van gemotoriseerd wegverkeer, dat aanvankelijk nog bestond uit locomobielen met stoomkracht, waren. De eerste drie wetten, de Locomotives on Highways Act 1861, de Locomotive Act 1865 (ook wel Red Flag Act genoemd) en de Highways and Locomotives (Amendment) Act 1878 bevatten allemaal zeer strikte beperkingen voor wegvoertuigen. De vierde, de Locomotives on Highways Act 1896 bood de industrie de eerste kleine mogelijkheid hun producten door te ontwikkelen in een tijd dat de eerste bruikbare automobielen en motorfietsen op de markt kwamen. De laatste was de Locomotives Act 1898. 

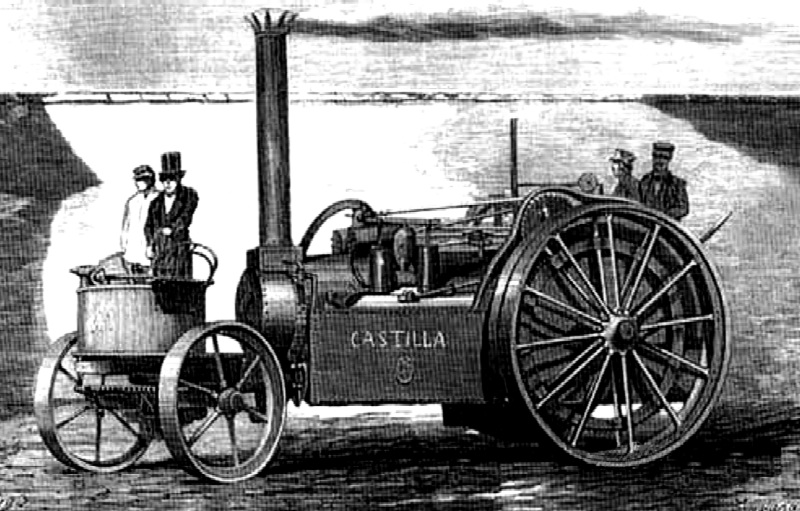
Stoomlocomobiel uit 1860

## Voorgeschiedenis

### Invloed van de spoorwegmaatschappijen
Aanvankelijk waren de Britse openbare wegen in handen van Turnpike trusts, die door het heffen van tol het onderhoud aan de wegen betaalden. De spoorwegen waren in particuliere handen, net als de kanalen. Toen de eerste locomobielen verschenen vreesden de wegeigenaren grote schade aan hun wegen. Zij kregen steun van de spoorwegmaatschappijen, die enorm machtig waren geworden. Ze hadden zelfs een kwart van de Canal companies, die de kanalen beheerden en getracht hadden hun politieke vrienden tegen de spoorwegen in te zetten, opgekocht. De spoorwegmaatschappijen zagen de mogelijkheden van het flexibele stoomvervoer over wegen en vreesden grote concurrentie.

### Highway Act 1835
In de Highway Act 1835 werd een eerste poging gedaan om het onderhoud aan wegen te regelen nadat het UK Turnpike Trust system, een tolsysteem waardoor wegeigenaren het onderhoud konden betalen, ten onder was gegaan aan de opkomst van de spoorwegen. Er werden ook regels gesteld omtrent het gedrag van bespannen wagens en rijtuigen, ruiters en voetgangers.

## Locomotive Acts

### Locomotives on Highways Act 1861
De opkomst van de stoomaangedreven locomobielen, die soms meer dan 2½ meter breed waren en wel 14 ton wogen, zouden de wegen beschadigen als ze met hoge snelheden van wel 15 km/h reden. In werkelijkheid brachten de brede wielen en het ontbreken van de hoeven van de paarden minder schade toe dan bespannen wagens. Rond 1860 rezen er ook zorgen over de veiligheid van het publiek door het gebruik van stoomlocomobielen en landbouwvoertuigen. Ze zouden het vee laten schrikken, ongelukken veroorzaken, smalle wegen blokkeren en 's nachts de slapende bevolking wakker houden. In de beginjaren was dat ook zo, omdat mens en dier nog niet aan het lawaai gewend waren, maar gaandeweg groeide de acceptatie en werden ze steeds meer gewoon in het straatbeeld en geaccepteerd als transportmiddel. De spoorweglobby was echter sterk en haar belangen waren niet gediend met het opkomende wegverkeer. Bovendien waren daar ook nog wagenmakers en paardenhandelaren die hun zaken achteruit zagen gaan. De Locomotives on Highways Act 1861 beperkte het gewicht van voertuigen tot 12 ton en de snelheid in bebouwd gebied tot 10 mijl per uur (16 km/h).

### Locomotive Act 1865 (Red Flag Act)

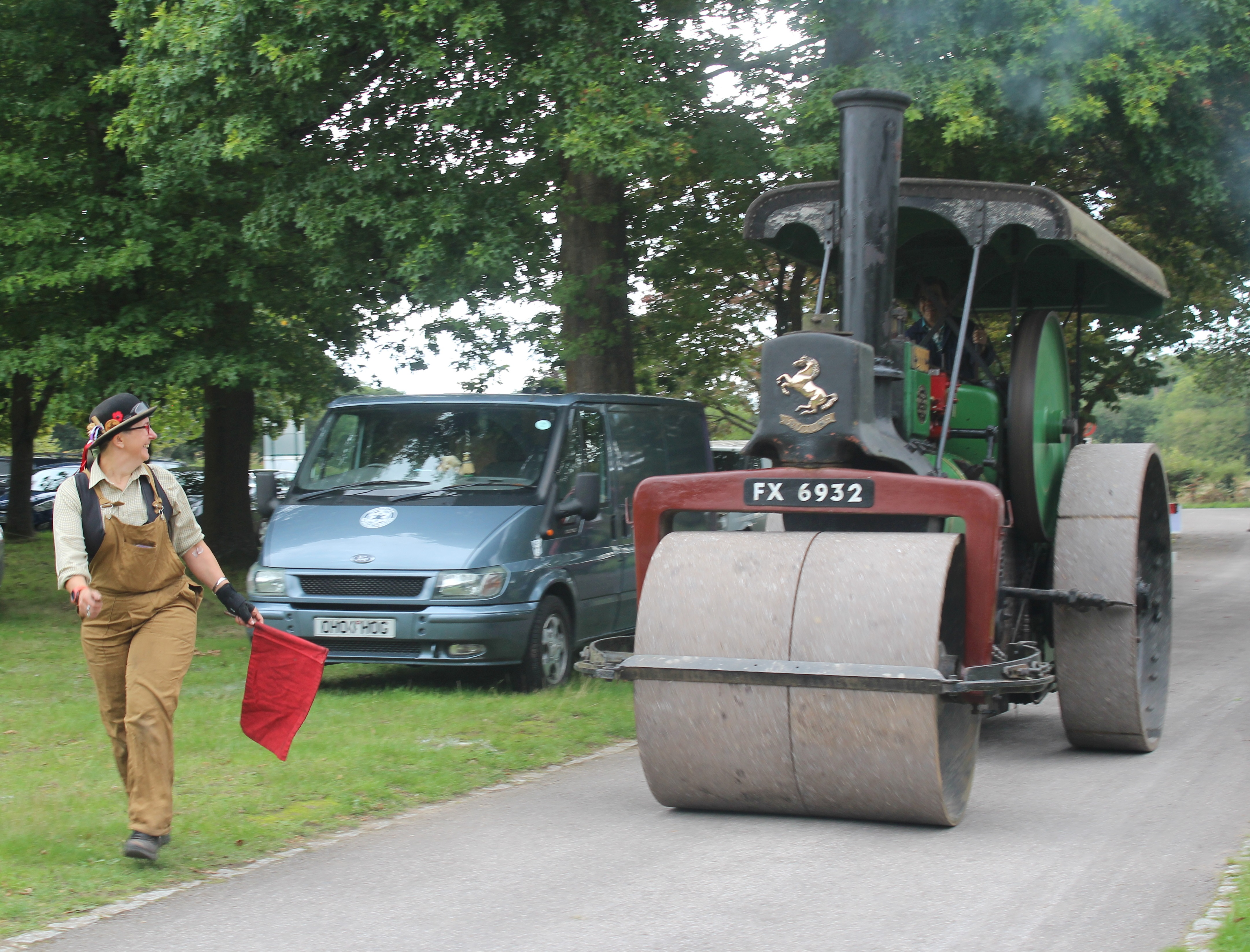
Steamroller voorafgegaan door een rode vlag (Rural Life Centre, Tilford, Surrey).

De Locomotive Act 1865 was al veel strenger. Locomobielen mochten in het buitengebied nog maar 4 mph (6 km/h) en 2 mph (3 km/h) in bebouwd gebied rijden. Er moesten drie personen bij zijn, waarvan er één met een rode vlag of een rode lantaarn 50 m voor het voertuig uit moest lopen. De andere twee waren de bestuurder en de stoker. Hieraan dankte de wet zijn bijnaam Red Flag Act. De vlag/lantaarndrager bepaalde de snelheid en moest ook wagenbestuurders en ruiters waarschuwen voor de nadering van het gemotoriseerde voertuig. Bovendien moest hij de bestuurder waarschuwen als het nodig was te stoppen en hij moest paarden, wagens en rijtuigen langs het voertuig geleiden. Als het gemotoriseerde voertuig meer dan twee aanhangwagens trok, was zelfs een vierde persoon nodig, verantwoordelijk voor de aanhangwagens. De Red Flag Act werd ook in enkele staten van de Verenigde Staten overgenomen.

### Highways and Locomotives (Amendment) Act 1878
Deze Amendment (wijziging) Act zorgde ervoor dat de regels over de rode vlag werden overgelaten aan lokale autoriteiten. Bestuurders moesten zich dus vergewissen van de plaatselijke verordeningen maar het verkeer was toen nog grotendeels lokaal omdat de zware locomobielen alleen als transportmiddel over tamelijk korte afstanden gebruikt werden. De afstand van de vlaggendrager tot het voertuig werd teruggebracht tot 20 yards (18 meter). Gemotoriseerde voertuigen moesten altijd stoppen als een paard naderde. Als dat gebeurde was het ook verboden stoom of rook uit te stoten.

### Locomotives on Highways Act 1896
Sinds de uitvinding van de veiligheidsfiets van John Kemp Starley in 1885 en die van de automobiel van Carl Benz in hetzelfde jaar begon het individuele vervoer sterk op te komen. De invloed van de ooit zo machtige spoorweglobby werd minder. In 1894 werd de Locomotives On The Highway Act in de regering besproken, maar een wetswijziging kon niet doorgaan doordat de liberale regering van William Ewart Gladstone viel. 

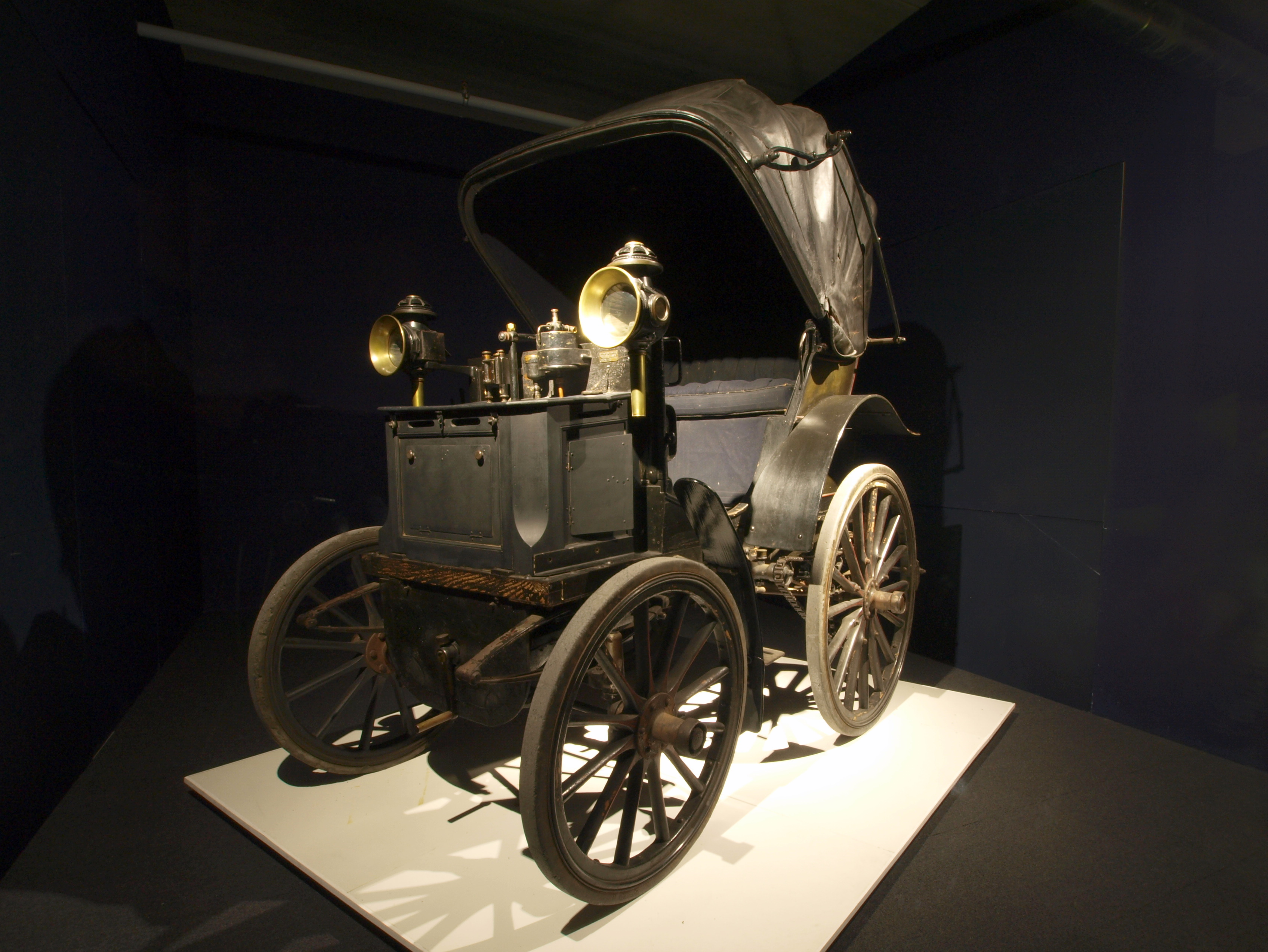
Panhard et Levassor Phaeton met 1,2 liter benzinemotor en gloeibuisontsteking uit 1895

In oktober 1895 organiseerde de burgemeester van Tunbridge Wells de eerste autotentoonstelling. Onder de deelnemers was Harry John Lawson, die in juli 1885 het British Motor Syndicate Limited had opgericht en die in 1896 de Daimler Motor Company vormde door het Daimler Motor Syndicate over te nemen van Frederick Richard Simms. Simms zelf had in 1895 de Self Propelled Traffic Association opgericht. Omdat de grond van het platteland te zacht was liet de burgemeester de auto's naar het dorp rijden. Daarbij constateerde hij dat de paarden zelfs niet opkeken toen de rumoerige voertuigen langs reden. In 1895 dachten een aantal eigenaren van lichte benzineaangedreven voertuigen dat ze wettelijk als paardloze wagen gezien zouden worden en dat ze daarom vrijgesteld zouden zijn van de voorganger met de rode vlag. John Henry Knight organiseerde een proefproces. Op 17 oktober 1895 werd zijn assistent James Pullinger met een lichte auto met benzinemotor aangehouden in Farnham. Toen Knight arriveerde vroeg de commissaris van politie hem of het een stoommachine betrof; Knight ontkende en verklaarde zich aansprakelijk. Hij en Pullinger werden in beschuldiging gesteld van het gebruiken van een locomobiel zonder vergunning. De zaak kwam voor op 31 oktober 1895 en beide kregen een boete. Pullinger was daarmee de eerste wetsovertreder met een gemotoriseerd voertuig. Op 2 november 1895 richtte het British Motor Syndicate het blad The Autocar op. Er werd geschreven over de opkomende auto-industrie in Frankrijk en promotie gemaakt voor de invoer van automobielen in het Verenigd Koninkrijk. Intussen begon het British Motor Syndicate een campagne om de Highways and Locomotive Act van tafel te krijgen. Die vormde een groot obstakel voor de introductie van de auto in het Verenigd Koninkrijk, zo lang de maximumsnelheid lager was dan die van een paard. Op 15 februari 1896, de dag voor de beursgang van de The Daimler Motor Company Limited, organiseerde Lawson een promotiebijeenkomst bij het Imperial Institute waar bijna 1700 mensen aanwezig waren. Daar werd de Prince of Wales (later Koning Eduard VII) rondgereden door een vriend van Simms, baron Charles Ellis, in een Panhard et Levassor met een Daimler-motor. Die auto hadden Ellis en Simms over laten komen uit Frankrijk. De prins was angstig tijdens de toer, maar werd desalniettemin beschermheer van de eerste autoshow. De show was een groot succes en daardoor begon er in de politiek ook een verschuiving naar een soepeler wetgeving. Ellis demonstreerde de auto door heel Engeland en probeerde overal de autoriteiten op stang te jagen om een proefproces uit te lokken, maar dat lukte niet. Na de verkiezingen nam de nieuwe regering van conservatieven en Liberal Unionists op 14 november de nieuwe wet aan. De snelheidslimiet werd verhoogd naar 14 mph (22 km/uur). Uiteraard verviel een tweede groot nadeel van de oude wet: er hoefde niemand meer met een rode vlag voor het voertuig uit te lopen. De snelheid werd in 1903 op 20 mph (32 km/h) gebracht toen de Motor Car Act 1903 van kracht werd.

#### Emancipation run
De wetswijziging werd nog op dezelfde dag feestelijk gevierd met de eerste Engelse auto- en motorwedstrijd, de Celebration Run of Emancipation Run.

### Locomotives Act 1898
In 1898 werd de Locomotives Act 1898 van kracht. Daarin stonden bepalingen over de lengte, het gewicht en het gebruik van motorvoertuigen.